# Adrien René Franchet

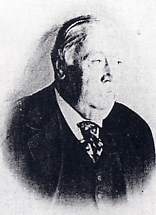
Adrien René Franchet.

Adrien René Franchet (Pezou, 21 aprile 1834 – Parigi, 15 febbraio 1900) è stato un botanico francese.

## Biografia e opere
Si specializzò nella flora della Cina, del Giappone e del dipartimento della Loir-et-Cher. Per le sue ricerche sulla flora asiatica si basò sulle collezioni realizzate da Armand David (1826-1900), Pierre Jean Marie Delavay  (1834-1895), Paul Guillaume Farges (1844-1912) e altri.
Franchet è, in particolare, l'autore di:
- Enumeratio plantarum in Japonia sponte crescentium hucusque rita cognitarum, adjectis descriptionibus specierum pro regione novarum, quibus  accedit determinatio herbarum in libris japonicis So Moku Zussetz xilographice delineatum (in collaborazione con Paul Amédée Ludovic Savatier (1830-1891). F. Savis, Parigi. 1875-1879.
- Mission G. Révoil aux pays Çomalis. Faune et flore. J. Tremblay, Parigi. 1882.
- Plantae davidianae ex sinarum imperio.  G. Masson, Parigi. 1884-1888.
- Flore de Loire-et-Cher, comprenant la description, les tableaux synoptiques et la distribution géographique des plantes vasculaires qui croissent spontanément ou qui sont généralement cultivées dans le Perche, la Beauce et la Sologne, avec un vocabulaire des termes botaniques. C. Constant, Blois. 1885.
- Phanérogamie, in "Mission scientifique du Cap Horn 1882 - 1883". Tomo V: Botanica. Ministero della Marina e della Pubblica Istruzione. Parigi, 1889.
- Contributions à la flore du Congo français. Famille des graminées. Dejussieu Père & Fils. Autun, 1896